# Gran Premio Ciudad de Vigo
El Gran Premio Ciudad de Vigo es una carrera ciclista amateur de un día que se disputa en la localidad gallega de Vigo y sus alrededores, en el mes de agosto.
Su primera edición se disputó en 1940 y la segunda en 1958, ambas celebradas como Critériums. En el 2001, la carrera entró a formar parte del calendario UCI como competencia de categoría 1.5, convirtiéndose en competencia de categoría 1.2 en 2005 con la creación de los circuitos continentales UCI, categoría que mantuvo hasta el año 2006. A partir del 2007 pasó a ser una carrera amateur. Desde 2012 la competencia se organiza la prueba en dos carreras: "Gran Premio Ciudad de Vigo" y "Gran Premio Ciudad de Vigo II".

## Palmarés
En naranja: edición amistosa de exhibición no oficial (critérium).

En amarillo: edición amateur.
| Año       | Ganador                       | Segundo                    | Tercero                 |
| --------- | ----------------------------- | -------------------------- | ----------------------- |
| 1940      | Delio Rodríguez               |                            |                         |
| 1941-1957 | No se disputó                 |                            |                         |
| 1958      | Rik Van Looy                  |                            |                         |
| 1959-1969 | No se disputó                 | No se disputó              | No se disputó           |
| 1970      | José Casas                    |                            |                         |
| 1971-1972 | No se disputó                 |                            |                         |
| 1973      | Sebastián Pozo                |                            |                         |
| 1974-1975 | No se disputó                 |                            |                         |
| 1976      | Sebastián Pozo                |                            |                         |
| 1977      | Andrés Oliva                  |                            |                         |
| 1978      | José Luis Blanco              |                            |                         |
| 1979      | Enrique Martínez Heredia      |                            |                         |
| 1980      | Jesús Suárez Cueva            |                            |                         |
| 1981      | Miguel Acha                   |                            |                         |
| 1982      | Jesús Blanco Villar           |                            |                         |
| 1983      | Jesús Blanco Villar           |                            |                         |
| 1984      | Alfonso Gutiérrez             |                            |                         |
| 1985      | No se disputó                 |                            |                         |
| 1986      | Isidro Araújo                 |                            |                         |
| 1987      | No se disputó                 |                            |                         |
| 1988      | Álvaro Pino                   |                            |                         |
| 1989      | Jesús Blanco Villar           |                            |                         |
| 1990      | Manuel Carrera                |                            |                         |
| 1991      | Argimiro Blanco               |                            |                         |
| 1992      | José Luis Sánchez de la Rocha |                            |                         |
| 1993      | José Luis Sánchez de la Rocha |                            |                         |
| 1994      | Miguel Gallego                |                            |                         |
| 1995      | Juan José Rois                |                            |                         |
| 1996      | Rogelio Alonso                |                            |                         |
| 1997      | José Luis Sánchez de la Rocha |                            |                         |
| 1998      | David García Dapena           |                            |                         |
| 1999      | Óscar Pereiro                 |                            |                         |
| 2000      | Fernando Ordóñez              |                            |                         |
| 2001      | Pavel Brutt                   | Moisés Dueñas              | Emilio Gracia           |
| 2002      | Nuno Duarte                   | Ángel Rodríguez            | Enrique Salgueiro       |
| 2003      | Rubén Tapias                  | Fernando Sousa             | Iván Gilmartín          |
| 2004      | Claudio Estevao               | Ramón Troncoso             | David Santoveña         |
| 2005      | José Carlos Rodrigues         | Eloy Teruel                | Ángel Gutiérrez         |
| 2006      | César Antunes                 | David García Dapena        | Jacek Morajko           |
| 2007      | Óscar Bastos                  | Ángel Martín               | David Couto             |
| 2008      | Aser Estévez                  | Jonathan González          | Pablo Torres            |
| 2009      | José Antonio de Segovia       | Karol Andrzej              | Rafael Rodríguez        |
| 2010      | Marco Fabian                  | William Aranzazu           | Rafael Rodríguez        |
| 2011      | Ángel Vallejo                 | Moisés Dueñas              | José Antonio de Segovia |
| 2012      | Rafael Jorge Silva            | Luis Afonso                | Marco Alexandre Cunha   |
| 2013      | Daniel López Parada           | David Rañó                 | José Luis Mariño        |
| 2014      | José Luis Mariño              | Jonathan González González | Sergio Miguez           |
| 2015      | Daniel López Parada           | Alejandro Magallanes       | Aser Estévez            |
| 2016      | Aser Estévez                  | Cristian Mota              | Miguel Llaneza          |
| 2017      | Maksym Vasyliev               | Aser Estévez               | Luis Junquera           |
| 2018      | Guillermo García              | Aser Estévez               | Martín Lestido          |
| 2019      | Leangel Linares               | Iván Feijoo                | Aaron Mariño            |
| 2021      | Josue Gómez                   | Carlos Collazos            | Daniel Jiménez          |

## Gran Premio Ciudad de Vigo II
| Año  | Ganador                 | Segundo               | Tercero           |
| ---- | ----------------------- | --------------------- | ----------------- |
| 2012 | Frederico Figueiredo    | Rafael Jorge Silva    | José de Segovia   |
| 2013 | Ángel Vallejo           | Hélder Ferreira       | Jonathan González |
| 2014 | Aser Estévez            | José Luis Mariño      | Roberto Mediero   |
| 2015 | Marino Kobayashi        | Roberto Mediero       | Daniel López      |
| 2016 | Samuel Blanco           | Martín Bouzas         | Aser Estévez      |
| 2017 | Aliaksandr Piasetski    | Vladislav Bakumenko   | Aser Estévez      |
| 2018 | Jesús Rodríguez Ponciña | Ángel Gutiérrez       | Jesús Nanclares   |
| 2019 | Aliaksandr Piasetski    | Guillermo García      | Martin Lestido    |
| 2021 | Ricardo Zurita          | Antonio Eric Fagundez | Carlos Collazos   |

## Palmarés por países
| País      | Victorias |
| --------- | --------- |
| España    | 14        |
| Portugal  | 4         |
| Bélgica   | 1         |
| Rusia     | 1         |
| Argentina | 1         |
| Ucrania   | 1         |
| Venezuela | 1         |

| País        | Victorias |
| ----------- | --------- |
| España      | 4         |
| Bielorrusia | 2         |
| Portugal    | 1         |
| Japón       | 1         |
| Venezuela   | 1         |